# Open 13 Provence 2025
L'Open 13 Provence 2025 è stato un torneo di tennis che si è giocato sul cemento indoor. È stata la 33ª edizione del torneo facente parte dell'ATP Tour 250 nell'ambito dell'ATP Tour 2025. Si è giocato al Palais des Sports di Marsiglia, in Francia, dal 10 al 16 febbraio 2025.

## Partecipanti al singolare

### Teste di serie
| Nazionalità             | Giocatore                  | Ranking* | Testa di serie |
| ----------------------- | -------------------------- | -------- | -------------- |
| da stabilire (bandiera) | Daniil Medvedev            | 7        | 1              |
| Francia                 | Ugo Humbert                | 15       | 2              |
| da stabilire (bandiera) | Karen Chačanov             | 20       | 3              |
| Polonia                 | Hubert Hurkacz             | 21       | 4              |
| Stati Uniti             | Sebastian Korda            | 22       | 5              |
| Francia                 | Giovanni Mpetshi Perricard | 30       | 6              |
| Italia                  | Lorenzo Sonego             | 34       | 7              |
| Portogallo              | Nuno Borges                | 37       | 8              |

* Ranking al 3 febbraio 2025.

#### Altri partecipanti
I seguenti giocatori hanno ricevuto una wildcard per il tabellone principale:
- Richard Gasquet
- Daniil Medvedev
- Stan Wawrinka

I seguenti giocatori sono entrati nel tabellone principale passando dalle qualificazioni:

- Pierre-Hugues Herbert
- Arthur Géa
- Clément Chidekh
- Hugo Grenier

Il seguente giocatore è entrato in tabellone come alternate:
- Daniel Altmaier

I seguenti giocatori sono entrati in tabellone come lucky loser:
- Manuel Guinard
- Luca Van Assche

#### Ritiri
Prima del torneo
- Arthur Fils → sostituito da  Daniel Altmaier
- Shang Juncheng → sostituito da  Otto Virtanen
- Gaël Monfils → sostituito da  Manuel Guinard
- Giovanni Mpetshi Perricard → sostituito da  Luca Van Assche
- Jordan Thompson → sostituito da  Botic van de Zandschulp

## Partecipanti al doppio

### Teste di serie
| Nazione     | Giocatore       | Nazione     | Giocatore              | Ranking* | Testa di serie |
| ----------- | --------------- | ----------- | ---------------------- | -------- | -------------- |
| Monaco      | Hugo Nys        | Francia     | Édouard Roger-Vasselin | 56       | 1              |
| Belgio      | Sander Gillé    | Polonia     | Jan Zieliński          | 63       | 2              |
| Svezia      | André Göransson | Paesi Bassi | Sem Verbeek            | 87       | 3              |
| Paesi Bassi | Sander Arends   | Regno Unito | Luke Johnson           | 103      | 4              |

* Ranking al 3 febbraio 2025.

### Altri partecipanti
Le seguenti coppie di giocatori hanno ricevuto una wildcard per il tabellone principale:
- Benjamin Bonzi /  Pierre-Hugues Herbert
- Jonathan Eysseric /  Lucas Pouille

La seguente coppia di giocatori è entrata in tabellone come alternate:
- Kamil Majchrzak /  Szymon Walków

### Ritiri
Prima del torneo
- Romain Arneodo /  Matwé Middelkoop → sostituiti da  Yuki Bhambri /  Matwé Middelkoop
- Yuki Bhambri /  Ivan Dodig → sostituiti da  David Pel /  Patrik Trhac
- Julian Cash /  Lloyd Glasspool → sostituiti da  Karol Drzewiecki /  Piotr Matuszewski
- Matthew Ebden /  Joran Vliegen → sostituiti da  Manuel Guinard /  Joran Vliegen
- Jonathan Eysseric /  Lucas Pouille → sostituiti da  Kamil Majchrzak /  Szymon Walków
- Jacob Fearnley /  Reese Stalder → sostituiti da  Reese Stalder /  Marcus Willis
- Denys Molchanov /  Aleksandr Nedovyesov → sostituiti da  Quentin Halys /  Denys Molchanov

## Punti
| Evento    | V   | F   | SF  | QF | 2T   | 1T | Q    | Q2   | Q1   |
| Singolare | 250 | 165 | 100 | 50 | 25   | 0  | 13   | 7    | 0    |
| Doppio    | 250 | 150 | 90  | 45 | N.D. | 0  | N.D. | N.D. | N.D. |

## Montepremi
| Evento    | V        | F       | SF      | QF      | 2T      | 1T     | Q2     | Q1     |
| Singolare | 112660 € | 65730 € | 38640 € | 22385 € | 13000 € | 7945 € | 3975 € | 2165 € |
| Doppio*   | 39190 €  | 21050 € | 12320 € | 6830 €  | N.D.    | 4030 € | N.D.   | N.D.   |

*per team

## Campioni

### Singolare
Ugo Humbert ha sconfitto in finale  Hamad Međedović con il punteggio di 7-6(4), 6-4.

### Doppio
Benjamin Bonzi /  Pierre-Hugues Herbert hanno sconfitto in finale  Sander Gillé /  Jan Zieliński con il punteggio di 6-3, 6-4.